# Сьогочасне й минуле
«Сьогочасне й Минуле» — науковий журнал українознавства, видавався НТШ з метою «давати правдивий образ життя українського народу по всіх українських землях».
«Сьогочасне й минуле» виходило як місячник (по 6 аркушів друку) 1939 за редакцією Раковського (фактично В. Сімовича); вийшло 4 чч. (3 — 4, присвячене Т. Шевченкові у 125-річчя його народження). В період 1948 — 49 років «Сьогочасне й минуле» відновлено на еміграції (у Мюнхені), редактор — З. Кузеля; вийшло 3 чч., у тому ч. 2 — 3 присвячене проблемам українського життя у таборах переміщених осіб (ред. О. Кульчицький).